# Rhizoprionodon longurio
Rhizoprionodon longurio е вид акула от семейство Сиви акули (Carcharhinidae).

## Разпространение и местообитание
Видът е разпространен в Гватемала, Еквадор, Колумбия, Коста Рика, Мексико (Гереро, Долна Калифорния, Наярит, Оахака, Синалоа, Сонора, Халиско и Чиапас), Никарагуа, Панама, Перу, Салвадор, САЩ (Калифорния) и Хондурас.
Среща се на дълбочина от 1 до 100 m, при температура на водата от 24,5 до 27,7 °C и соленост 32,9 – 35 ‰.

## Описание
На дължина достигат до 1,5 m.